# Chân dung tự họa (Raffaello)
Chân dung tự họa là một bức tranh sơn dầu rộng 33 cm, cao 47,5 cm của danh họa người Ý Raffaello được cho là ra đời trong khoảng thời gian từ 1504 đến năm 1506. Từ năm 1890 đến nay, bức tranh được trưng bày tại bảo tàng nghệ thuật Uffizi ở Florence, Ý.

## Lịch sử
Raffaello được cho là đã vẽ bức tranh trong một lần quay trở lại Urbino trong thời gian ông sống ở Florence. Ghi chép đầu tiên về bức tranh xuất hiện vào năm 1631 khi nó được gửi cùng một số tác phẩm khác từ Urbino đến Florence. Một vài năm sau, Vittoria della Rovere, người thừa kế cuối cùng của Công quốc Urbino, kết hôn với Đại công tước xứ Toscana Ferdinando II de' Medici và mang theo bức tranh làm của hồi môn. Ba mươi năm sau (1663-1667), bức tranh được ghi nhận là đang nằm trong bộ sưu tập của Bá tước Leopoldo de' Medici. Không rõ làm thế nào mà bức tranh lại thuộc sở hữu của Bá tước. Có giả thuyết cho rằng Vittoria della Rovere đã tặng nó cho ông.
Từ năm 1991 đến năm 2001, bức tranh từng được in trên tờ tiền 500.000 lira Ý trước khi nước này chuyển sang sử dụng đồng Euro vào năm 2002.